# 路迎
路迎（1483年—1562年），字宾旸，号北村，山东東平州汶上县人，明朝政治人物。

## 生平
治《書經》，行一，由國子生中式弘治十七年（1504年）甲子科山东鄉試第十五名舉人，年二十六歲中式正德三年（1508年）戊辰科會試第二百五十八名，第二甲第五十九名進士。任南京兵部主事，升郎中。擔任襄陽府知府、松江府知府、淮安府知府等。歷任河南布政司左参政，嘉靖十二年（1533年）八月升浙江按察使，十三年八月升任都察院右佥都御史、宣府巡撫，十五年十一月调回别用，闰十二月復以原职抚治郧阳地方，十七年七月升右副都御史、巡抚山西提督雁门等关。二十一年十月起用为陕西巡抚，二十三年二月升任兵部右侍郎。嘉靖二十四年（1545年）正月兼右佥都御史，巡视紫荆等处边关，回朝後，二十四年十二月升任兵部尚書、兼提督团营军务。二十五年六月被革职閑住。
独乐园在汶上县城内西北隅，明尚书路迎别业。

## 家族
曾祖路敬。祖路宽。父路明。母郭氏。重庆下，弟进、遷、选、迪。